# Iran Aircraft Manufacturing Industrial Company
Die Iran Aircraft Manufacturing Industrial Company, auch HESA, (persisch: شرکت صنایع هواپیماسازی ایران — هسا) ist ein iranisches Unternehmen in der Luftfahrt- und Rüstungsindustrie.

## Geschichte
HESA gehört zu einer Gruppe iranischer Rüstungsunternehmen, die direkt unter dem Schirm der „Organisation der Luftfahrtindustrie“ des iranischen Verteidigungsministeriums operieren. Das Unternehmen zählt neben der Qods Aviation Industry Company, die Drohnen wie die Qods Mohajer-6 produziert, zu den wichtigsten Akteuren des iranischen Drohnen-Programms und unterliegt deshalb seit 2008 US-Sanktionen:

“Iran Aircraft Manufacturing Industrial Company (HESA) is being designated because it is owned or controlled by MODAFL, and also because it has provided support to the Iranian Revolutionary Guard Corps (IRGC). […] HESA conducts research on, development of, production of, and flight operations for unmanned aerial vehicles (UAVs) in Iran. The IRGC utilizes the Ababil UAV, manufactured by HESA.”

„Die Iran Aircraft Manufacturing Industrial Company ist betroffen, da sie dem Ministerium für Verteidigung und Logistik der Streitkräfte im Iran gehört oder von diesem kontrolliert wird und weil sie die Iranische Revolutionsgarde unterstützt. […] HESA betreibt Forschung, Entwicklung und Produktion von unbemannten Flugvehikeln im Iran. Die Iranische Revolutionsgarde setzt von HESA hergestellte Ababil-Drohnen ein.“

Auch in der EU unterliegt die HESA Sanktionen.

## Produkte
- Ababil – Serie von Drohnen

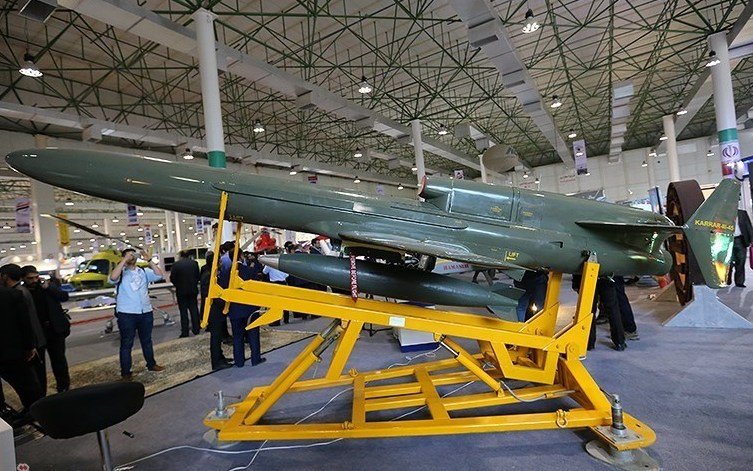
Karrar-Drohne, 2016.

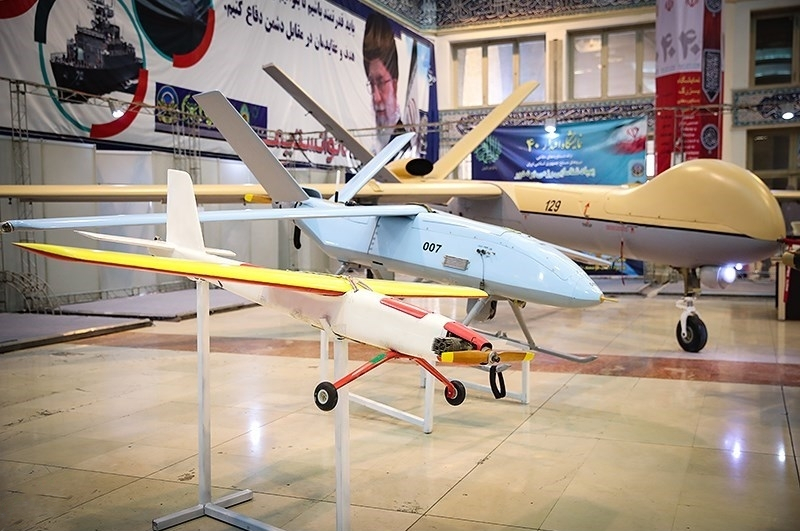
Shahed-121- und Shahed-129-Drohnen.

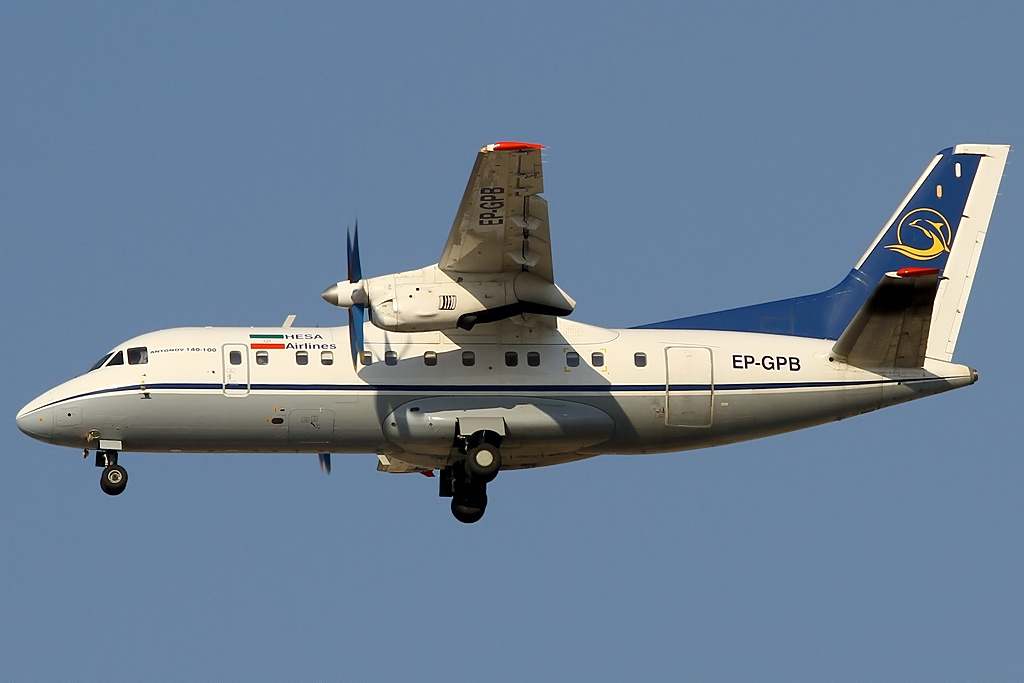
HESA IrAn-140-100

- Karrar (Flugzeug) – Hochgeschwindigkeitsdrohne
- HESA Shahed 121 – Drohne, besonders klein, Einzylindermotor, Zugpropeller
- Shahed 123, Drohne
- Shahed 125, Kopie der US-amerikanischen Aufklärungsdrohne AAI RQ-7[4]
- HESA Shahed 129 – Kopie der israelischen Elbit-Hermes-450-Drohne, Schubpropeller
- HESA Shahed 131 – Drohne[5]
- HESA Shahed 136 – Kamikazedrohne / loitering munition
- Shahed 141, Drohne[6]
- Shahed 149 „Gaza“ – Drohne, Weiterentwicklung der Shahed 129
- Shahed 161, Drohne[6]
- Shahed 171 Simorgh, iranische Aufklärungs- und Kampfdrohne
- Shahed 181 und Shahed 191 –  auch Saegheh-2 genannt, Deltaflügler-Aufklärungs- und Kampfdrohne
- Shahed 197, Kampf- oder Kamikazedrohne[7]
- Shahed 238 – Weiterentwicklung der Shahed 136 mit Strahltriebwerk
- HESA Shahed 274, leichter Mehrzweckhubschrauber
- HESA Shahed 278, leichter Mehrzweckhubschrauber
- Shahed 278 – leichter Hubschrauber, Kopie des Bell 206
- HESA Schahed 285 – leichter Kampf- bzw. Aufklärungshubschrauber
- HESA Shafaq – Unterschall-Tarnkappenflugzeug
- HESA Azarakhsh – leichtes Jagdflugzeug
- HESA Saeqeh – einsitziger Düsenjäger
- IrAn-140 Faraz – iranische Version der Antonow An-140, Passagierflugzeug (Lizenzfertigung)
- S-68 – unlizenzierter Nachbau der Pilatus PC-7 (Schulflugzeug)
- Qaher 313 – Kampfflugzeug-Konzeptmodell